# Melanophyllum
Melanophyllum Velen. (ciemnoblaszek) – rodzaj grzybów z rodziny pieczarkowatych (Agaricaceae).

## Systematyka i nazewnictwo
Pozycja w klasyfikacji według Index Fungorum: Agaricaceae, Agaricales, Agaricomycetidae, Agaricomycetes, Agaricomycotina, Basidiomycota, Fungi.
Polską nazwę podał Władysław Wojewoda w 1998 r. W polskim piśmiennictwie mykologicznym gatunek ten opisywany był też jako ciemnoblaszka. Synonimy naukowe: Chlorosperma Murrill, Chlorospora Massee, Glaucospora Rea.
Gatunki:
- Melanophyllum collariatum Velen. 1921
- Melanophyllum eyrei (Massee) Singer 1951 – ciemnoblaszek zielonoblaszkowy
- Melanophyllum globisporum T.J. Baroni 1981
- Melanophyllum haematospermum (Bull.) Kreisel 1978 – ciemnoblaszek krwistozarodnikowy

Nazwy naukowe na podstawie Index Fungorum. Wykaz gatunków i nazwy polskie według Władysława Wojewody.